# Thor: Ragnarok
Thor: Ragnarok este un film american cu supereroi din 2017 regizat de Taika Waititi. Rolurile principale au fost interpretate de actorii Chris Hemsworth, Tom Hiddleston, Mark Ruffalo și Cate Blanchett.
Filmul este o continuare a celui din 2011 Thor  și celui din 2013 Thor: Întunericul, fiind al treilea și ultimul din trilogia Thor și al șaptesprezecelea din Marvel Cinematic Universe (MCU). Este a cincea intrare în Faza 3 a MCU.

## Prezentare
La doi ani după bătălia din Sokovia, Thor este întemnițat de demonul de foc Surtur din Muspelheim. Surtur dezvăluie faptul că Odin, tatăl lui Thor, nu mai este în Asgard și că tărâmul va fi distrus în curând de către profeția Ragnarok, odată ce Surtur își va coroana cu flacăra veșnică care arde în cripta lui Odin. Thor se eliberează și îl învinge pe Surtur, luându-i coroana și crezând că a împiedicat Ragnarok.
Thor se întoarce în Asgard, găsindu-l pe Heimdall plecat și fratele său Loki încă în viață și prefăcându-se că este Odin. După expunerea lui Loki, Thor îl forțează să-l ducă la tatăl lor, pe care Loki l-a secat de puteri și l-a trimis pe Pământ. Cu ajutorul Maestrului Artelor Mistice Stephen Strange, ei îl găsesc pe Odin în Norvegia. Odin explică că el este pe moarte și că Ragnarok este iminent, în ciuda eforturilor lui Thor de a-l preveni. El dezvăluie apoi că moartea sa îi va permite primului său copil, Hela, să scape dintr-o închisoare în care el a închis-o cu mult timp în urmă. Hela a fost liderul armatelor Asgardul, cucerind cele Nouă Tărâmrui împrună Odin, dar Odin a închis-o și a șters-o din istorie, după ce s-a temut că a devenit prea ambițioasă și puternică. 
Odin moare și Hela apare, distrugând ciocanul lui Thor, Mjolnir. Ea îi urmărește pe Thor și Loki care încearcă să fugă prin Podul Bifröst, aruncându-i în spațiu. Hela ajunge în Asgard, învingând fără dificultăți armata și omorându-i pe cei Trei Războinici. Ea îi reînvie apoi pe vechii soldați care au luptat odată alături de ea, inclusiv pe lupul ei gigant Fenris, și îi numește pe luptătorul Skurge călăul ei. Hela intenționează să folosească  Bifröst-ul pentru a extinde imperiul Asgardian prin a cuceri cele Nouă Tărâmrui, dar Heimdall ia sabia care activează Podul și începe să-i ascundă pe ceilalți asgardieni.
Între timp, Thor se prăbușește pe Sakaar, o planetă plină gunoi și înconjurată de găuri de vierme. Un comerciant de sclavi numit Scrapper 142 îl prinde cu ajutorul unui disc de supunere și îl vinde pe post de gladiator stăpânului planetei, Marele Maestru, cu care Loki s-a împrietenit deja. Thor realizează că 142 este una dintre Valkyrior, o forță legendară de războinice femei din Asgard care au fost ucise de Hela de mult timp în urmă. 
Thor este forțat să concureze în Concursul de Campioni al Marelui Maestru, în care se confruntă vechiul său prieten Hulk. Stăpânind fulgerul, Thor aproape îl învinge Hulk, dar Marele Maestru sabotează lupta pentru a asigura victoria lui Hulk. Încă înrobit, Thor încearcă să-l convingă pe Hulk și pe 142 să-l ajute să salveze Asgardul, dar niciunul nu este dispus. Thor reușește să scape din palat și găsește avionul care l-a adus pe Hulk pe Sakaar. Hulk îl urmează pe Thor către avion și îl distruge accidental, dar o înregistrare cu Natasha Romanoff îl face să se transforme în Bruce Banner pentru prima dată de la bătălia din Sokovia.
Marele Maestru le ordonă lui 142 și Loki să-i găsească pe Thor și Hulk, dar cei doi se ceartă și se luptă, Loki forțând-o să retrăiască moartea celorlalte Valkyrior în fața Helei. Hotărând să-l ajute pe Thor, 142 îl ține pe Loki captiv. Nedorind să rămână în urmă, Loki ajută grupul să fure una dintre navele Marelui Maestru. Grupul eliberează apoi ceilalți gladiatori care, conduși de Korg și Miek, încep o revoluție. Loki încearcă din nou să-și trădeze fratele prin a-l preda Marelui Maestru, dar Thor anticipează acest lucru și îl lasă în urmă, unde Korg și gladiatorii îl găsesc curând și îl iau cu ei. 
Thor, Banner și 142 evadează printr-o gaură de vierme către Asgard, unde forțele Helei îi atacă pe Heimdall și restul asgardienilor în căutarea sabiei care controlează Bifröst-ul. Banner devine din nou Hulk, învingându-l pe Fenris, în timp ce Thor și 142 luptă cu Hela și cu războinicii ei. Loki și gladiatorii ajung într-o navă mare și salvează cetățenii. Skurge o trădează pe Hela  se sacrifică pentru a le permite celorlalți să scape. Thor se confruntă Hela și își pierde ochiul drept, dar are o viziune cu Odin, care îl ajută să realizeze că numai Ragnarök o poate opri. Astfel, Thor îl trimite pe Loki să recupereze coroana lui Surtur din criptă și să o plaseze în flacăra veșnică. Loki face acest lucru, dar în secret ia și Tesseractul cu el. Astfel, Surtur renaște și distruge Asgardul, ucigând-o totodată și pe Hela.
La bordul navei, Thor devine noul rege al Asgardului și, împreună cu prietenii săi - Hulk, Heimdall, 142 și Loki - începe căutarea unei noi case pentru poporul său, alegând să-i ducă pe Pământ.
Într-o scenă în timpul genericului, nava este interceptată de Sanctuary II, nava uriașă a lui Thanos. Într-o scenă după credite, Marele Maestru este confruntat de către oamenii de pe Sakaar și declară revoluția o remiză.

## Distribuție

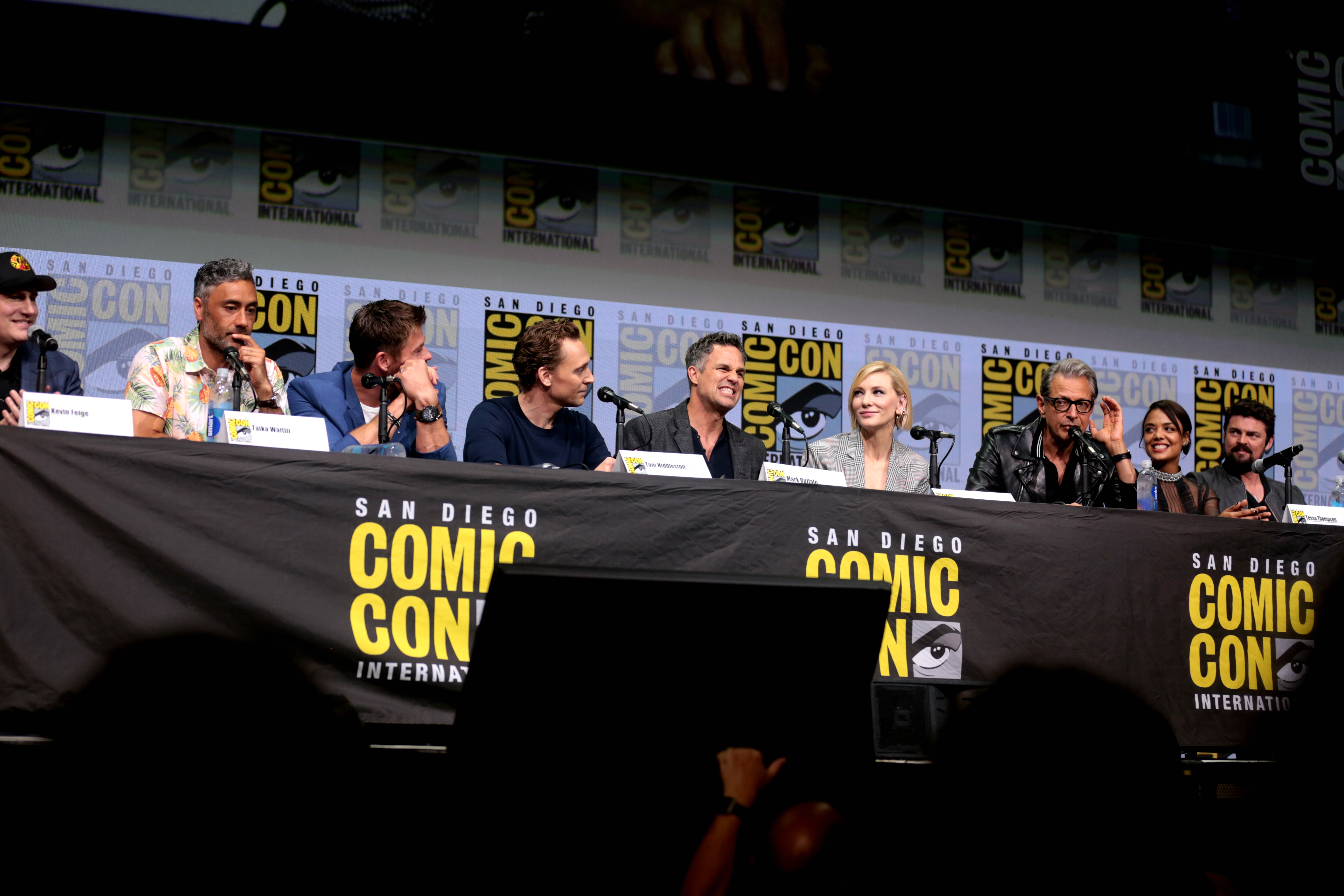

| Actor                | Personaj            |
| -------------------- | ------------------- |
| Chris Hemsworth      | Thor                |
| Tom Hiddleston       | Loki                |
| Mark Ruffalo         | Hulk / Bruce Banner |
| Cate Blanchett       | Hela                |
| Jeff Goldblum        | Grandmaster         |
| Anthony Hopkins      | Odin                |
| Idris Elba           | Heimdall            |
| Karl Urban           | Skurge              |
| Tessa Thompson       | Valkyrie            |
| Zachary Levi         | Fandral             |
| Tadanobu Asano       | Hogun               |
| Ray Stevenson        | Volstagg            |
| Benedict Cumberbatch | Dr. Stephen Strange |

## Producție
Filmările au început la 4 iulie 2016, sub titlul de lucru  Creature Report, la Village Roadshow Studios din Oxenford, Gold Coast, Queensland, Australia, unde s-au folosit exclusiv toate cele nouă studiouri. Filmări suplimentare au avut loc în statul  Queensland, inclusiv în Tamborine National Park.
Cheltuielile de producție s-au ridicat la 180 milioane $.

## Coloană sonoră
| Nr.             | Titlu                      | Lungime |  |
| 1.              | „Ragnarok Suite”           | 8:53    |  |
| 2.              | „Running Short on Options” | 2:46    |  |
| 3.              | „Thor: Ragnarok”           | 1:09    |  |
| 4.              | „Weird Things Happen”      | 1:46    |  |
| 5.              | „Twilight of the Gods”     | 6:14    |  |
| 6.              | „Hela vs. Asgard”          | 4:30    |  |
| 7.              | „Where am I?”              | 1:39    |  |
| 8.              | „Grandmaster’s Chambers”   | 1:18    |  |
| 9.              | „The Vault”                | 3:47    |  |
| 10.             | „No One Escapes”           | 3:01    |  |
| 11.             | „Arena Fight”              | 3:32    |  |
| 12.             | „Where’s the Sword?”       | 4:33    |  |
| 13.             | „Go”                       | 1:43    |  |
| 14.             | „What Heroes Do”           | 1:37    |  |
| 15.             | „Flashback”                | 2:59    |  |
| 16.             | „Parade”                   | 2:20    |  |
| 17.             | „The Revolution Has Begun” | 1:47    |  |
| 18.             | „Sakaar Chase”             | 2:12    |  |
| 19.             | „Devil’s Anus”             | 4:52    |  |
| 20.             | „Asgard Is a People”       | 4:20    |  |
| 21.             | „Where To?”                | 2:22    |  |
| 22.             | „Planet Sakaar”            | 2:14    |  |
| 23.             | „Grandmaster Jam Session”  | 3:16    |  |
| Lungime totală: | Lungime totală:            | 72:52   |  |